# Airspeed Envoy
L'Airspeed AS.6 Envoy era un aereo di linea bimotore monoplano ad ala bassa, realizzato dalla britannica Airspeed Ltd, che compì il primo volo il 26 giugno 1934.

## Storia del progetto
Nei primi anni trenta i progettisti Nevil Shute Norway e Arthur Hessell Tiltman svilupparono un velivolo bimotore basato sul precedente AS.5 Courier. Il progetto prevedeva le superfici portanti e la fusoliera costituite da una struttura in legno con rivestimento in tela ed il carrello retrattile, uno dei primi aerei britannici a disporre di tale dispositivo.
Il prototipo del AS.6 Envoy, marche G-ACMT, venne portato in volo per la prima volta il 26 giugno 1934 ed il luglio successivo venne presentato al pubblico in un'esibizione dalla Society of British Aircraft Constructors (SBAC) alla base aerea RAF Hendon.
I motori di cui fu munito l'AS.6 Envoy includono i Wolseley AR.9, Scorpio I ed Aries II, gli Armstrong Siddeley Lynx IVC e Cheetah IX, i Wright Whirlwind ed i Walter Castor II.
La giapponese Mitsubishi ne produsse un certo numero su licenza.

## Impiego operativo
Una cinquantina di esemplari furono prodotti da Airspeed per operatori civili britannici, giapponesi, cecoslovacchi, cinesi e sudafricani. Un limitato numero di apparecchi furono impiegati dalla RAF e dalla SAAF per trasportare bombe, dotati di mitragliatrici nella parte anteriore e su una torretta posta sul dorso della fusoliera.
Nel 1936 il Ministero della Difesa britannico ordinò 136 AS.6 Envoy per l'addestramento di equipaggi. Questa commessa diede l'avvio allo sviluppo dell'Airspeed AS.10 Oxford.

## Versioni
AS.6 Envoy
versione equipaggiata con una coppia di motori Wolseley AR.9 da 200 hp (149 kW), prodotta in 5 esemplari; primo volo 1934.
AS.6A Envoy
Serie I, versione equipaggiata con una coppia di motori Armstrong Siddeley Lynx IVC da 240 hp (179 kW), prodotta in 5 esemplari; primo volo 1934.
AS.6B Envoy
versione idrovolante derivata dal AS.6, rimasta allo stadio progettuale.
AS.6C Envoy
versione idrovolante derivata dal AS.6A, rimasta allo stadio progettuale.
AS.6D Envoy
Serie II, versione caratterizzata dalla modifica ai flap e superfici dell'impennaggio maggiorate, equipaggiata con una coppia di motori Wright Whirlwind da 350 hp (261 kW); primo volo Serie II 1935.
AS.6E Envoy
Serie II, versione equipaggiata con una coppia di motori Walter Castor II da 340 hp (254 kW), prodotta in 5 esemplari.
Serie III, versione caratterizzata dalla modifica ai flap, superficie alare in compensato e superfici dell'impennaggio maggiorate e motorizzazione come la precedente; primo volo Serie III 1936.
AS.6F Envoy
Serie II, versione prevista equipaggiata con fotocamere per la rilevazione fotografica aerea, non avviata alla produzione.
AS.6G Envoy
Serie II, versione equipaggiata con una coppia di motori Wolseley Scorpio I da 250 hp (186 kW).
AS.6H Envoy
Serie III, versione caratterizzata dalla modifica ai flap, superficie alare in compensato e superfici dell'impennaggio maggiorate, equipaggiata con una coppia di motori Wolseley Aries III da 225 hp (168 kW), realizzata in un unico esemplare.
AS.6J Envoy
Serie III, versione caratterizzata dalla cabina passeggeri a 7 posti ed equipaggiata con una coppia di motori Armstrong Siddeley Cheetah IX da 350 hp (261 kW), prodotta in 27 esemplari.
AS.6JC Envoy
Serie III, versione convertibile per uso militare equipaggiata con una coppia di motori Armstrong Siddeley Cheetah IX da 350 hp (261 kW), prodotta in 4 esemplari.
AS.6JM Envoy
Serie III, versione civile dell'AS.6JC equipaggiata con una coppia di motori Armstrong Siddeley Cheetah IX da 350 hp (261 kW), prodotta in 3 esemplari.

### Varianti
AS.8 Viceroy
versione modificata prodotta in un unico esemplare per concorrere alla gara di aerei MacRobertson Trophy Race dall'Inghilterra all'Australia del 1934.

### Produzione su licenza
Mitsubishi Hina-Zuru
Prodotti in 10 esemplari in Giappone su licenza.

## Utilizzatori

### Civili

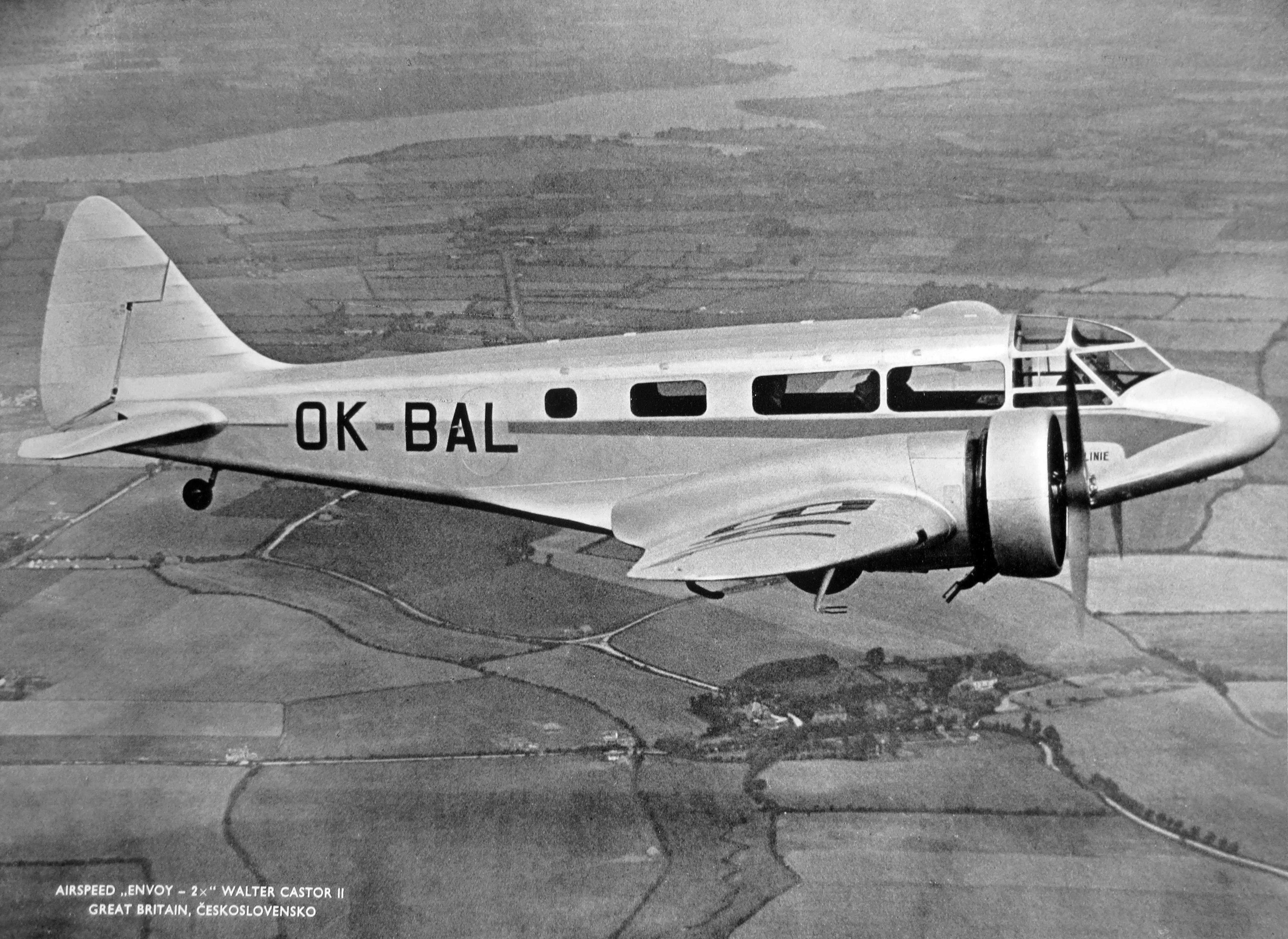
Airspeed AS.6E Envoy III (OK-BAL, ČSA)

Australia
- Ansett Airlines

 Cecoslovacchia
- ČSA

 Cina
 Giappone
- Japan Air Transport

 Manciukuò
- Manchukuo National Airways

 Regno Unito
- North Eastern Airways
- Olley Air Service
- Private Charter Ltd

 Slovacchia
 Spagna
- Líneas Aéreas Postales Españolas

 Sudafrica
- South African Airways

### Militari
Croazia
- Kroatische Luftwaffen Legion

 Finlandia
- Suomen ilmavoimat

 Germania
- Luftwaffe

operò con un ridotto numero di esemplari.
 Regno Unito
- Royal Air Force

 Sudafrica
- Sudafrica Air Force

### Periodici
- (EN) Gerald Howson, Contraband Wings of the Spanish Civil War...Britain's Clandestine Contribution, in Air Enthusiast, n°10, Finescroll Ltd., luglio - settembre 1979,  pp. 68-78.
- (EN) The Airspeed "Envoy", in Flight, Sutton, Surrey (UK), Reed Business Information Ltd, 12 luglio 1934,  p. 712. URL consultato il 15 settembre 2012.